# 豆油瓶影像動畫工作室
豆油瓶影像動畫工作室（DOYOPINS STUDIO），於2007年成立於台灣台南，是由一群熱愛創作的年輕創意團隊所組成，工作室成員集合了電影、影像、編劇、動畫、美術、設計等不同背景的人才，參與製作過國內外不少大型的3D動畫專案，並承接了一些電視片頭、廣告MV、視覺特效、互動藝術、企業形象、政府宣導等動畫影片。此外，專注於台灣本土在地故事的挖掘，主要進行一些原創動畫短片的開發與製作。歷年自行創作的動畫短片有《豆油瓶》、《大頭仔的三塊厝》、《鯉魚‧祭》、《餓男專賣電》、《阿三綜藝團》等(收錄成《寶島來逗陣》DVD短片合輯發行)，未來希望能發展成長篇3D動畫電影，為南台灣新生代著名的原創動畫工作室。
作品曾多次在國內外各大影展比賽獲獎及展出，包括2012第6屆羅馬尼亞Kinofest國際數位影展、2012香港InDPolar國際動畫節、SICAF2008南韓首爾國際動漫節、CICDAF2008第五屆中國常州國際動漫藝術周、HKAIFF2008香港亞洲獨立電影節、AYACC2008亞洲青年動漫大賽、第二屆法國里昂福爾摩沙電影節、第二屆全球華人非常短片創意大賽、第三屆台灣國際兒童電視影展、第三十屆金穗獎、台北電影節台北電影獎、第七屆南方影展、第五屆台灣國際動畫影展、行政院新聞局短片輔導金、中華民國文化部敘事短片攝製獎助、經濟部工業局數位內容發展補助計畫等。

## 外部連結
- 豆油瓶運用Autodesk Maya 創造富含台灣風土民情的獨特本土動畫！
- 崑山科大校友從土地的熱愛引發動畫想像 （页面存档备份，存于）
- 原生創作種子─《豆油瓶影像動畫工作室》實現本土動畫夢想之路！ （页面存档备份，存于）
- 豆油瓶影像動畫工作室 (DOYOPINS STUDIO) （页面存档备份，存于）
- 寶島來逗陣 DVD